# هایمس‌کرینگلا
هایمس‌کرینگلا (تلفظ ایسلندی: [ˈheimsˌkʰriŋla]‏) شناخته شده ترین سرگذشت‌نامهٔ پادشاهان نورس باستان است که به زبان نورس باستان در ایسلند نوشته شده است. در حالی که به نویسندهٔ هایمس‌کرینگلا در هیچ کجا نسبت داده نمی‌شود، برخی از محققان تصور می‌کنند که توسط شاعر و مورخ ایسلندی اسنوری استورلوسون (۱۱۷۸/۷۹–۱۲۴۱) نوشته شده است. عنوان هایمس‌کرینگلا برای اولین بار در سدهٔ ۱۷ میلادی استفاده شد که از دو کلمه اول یکی از نسخه‌های خطی (کرینگلا هِیمسینز، «دایره جهان») گرفته شده است.
این کتاب حاوی زندگینامهٔ پادشاهان سوئد و نروژ است، که با سرگذشت‌نامهٔ دودمان افسانه‌ای سوئدی ینگلینز آغاز می‌شود و به دنبال آن از نخستین پادشاه تاریخی، موسوم به هارالد یکم و ملقب به هارالد زیباموی، در پایان سدهٔ نهم میلادی تا زمان مرگ مدعی تاج‌وتخت ایستاین میلا در سال ۱۱۷۷ (میلادی) ادامه دارد.
برخی از منابع دقیق هایمس‌کرینگلا مورد مناقشه هستند، اما آن‌ها شامل سرگذشت‌نامه‌های پادشاهان پیشین، مانند مورکینسکینا، فایرسکینا و تاریخ‌های هم‌نظیر نروژی سده ۱۲ میلادی و فرهنگ‌های شفاهی، به‌ویژه بسیاری از اشعار اسکالدیک هستند.